# Forte de São Francisco (Ilha das Flores)
O Forte de São Francisco localizava-se na vila e freguesia de Santa Cruz das Flores, no concelho de mesmo nome, na costa este da ilha das Flores, nos Açores.
Em posição dominante sobre o seu trecho do litoral, constituiu-se em um forte destinado à defesa contra os ataques de piratas e corsários, outrora frequentes nesta região do oceano Atlântico.

## História
No contexto da Guerra da Sucessão Espanhola (1702–1714) encontra-se referido como "O Forte de S. Francisco." na relação "Fortificações nos Açores existentes em 1710".
Dele existe alçado e planta, com o título "Fortaleza de S. Francisco da villa de Sta. Cruz na Ilha das Flores", de autoria do sargento-mor do Real Corpo de Engenheiros, José Rodrigo de Almeida (1822).
Encontra-se referido na relação "Fortes existentes nas Flores e Corvo em 21 de julho de 1817".
A estrutura não chegou até aos nossos dias.